# Flor de Mal
I Flor de Mal (poi abbreviato in Flor) sono stati una rock band fondata a Catania negli anni ottanta e attiva fino circa alla metà del decennio seguente. Nel 2014 sono tornati sulle scene dopo quasi vent'anni, durante i quali i componenti avevano proseguito separatamente le rispettive carriere artistiche.

## Storia
La prima formazione era composta da Marcello Cunsolo alla chitarra e voce, Enzo Ruggiero al basso e Paolo Santagati alla batteria. Producevano un rock melodico con intarsi di noise, punk e musica mediterranea. I musicisti ebbero relazioni strette con il complesso statunitense dei R.E.M. con il quale si esibirono spesso in concerti in diverse parti del mondo.
Realizzarono tre album prodotti da Francesco Virlinzi per la Cyclope Records: Flor de Mal, Revisioni e Aria sotto la sigla abbreviata Flor. Il 9 aprile 2014 è stato pubblicato l'album Flor (The Prisoner Rec.).

## Discografia
- 1991 – Flor de Mal
- 1993 – Revisioni
- 1995 – Aria come Flor
- 2014 – Flor

### EP
- 1993 – Re dell'est

### VHS
- 1994 – Austin tx